# Tetraidruroborato
Tetraidruroborato è il nome dell'anione di formula BH4−. Altri nomi per questa specie sono boroidruro e tetraidroborato, entrambi ancora usati anche se considerati obsoleti dalla IUPAC. BH4− è una specie tetraedrica, isostrutturale con le specie isoelettroniche CH4 e NH4+. La distanza B–H è di 126 pm. I termini boroidruro e tetraidruroborato sono usati anche per designare anioni derivati, che hanno formula generale BH4-nXn−, come ad esempio il cianoboroidruro (B(CN)H3−) e il trietilboroidruro (B(C2H5)3H−).
L'anione BH4− è presente in molti sali; i più importanti sono il boroidruro di sodio e il boroidruro di litio. Questi composti sono largamente usati come riducenti in sintesi organica.

## Storia
Il sale di litio dell'anione BH4− fu descritto nel 1940 da Hermann Irving Schlesinger e Herbert C. Brown. In seguito furono sintetizzati altri sali dei metalli alcalini, preparati secondo la reazione:
2MH  + B2H6  →   2MBH4     (M = Li, Na, K, ecc.)

## Sintesi
In laboratorio i sali contenenti lo ione BH4− si possono preparare a partire da diborano o da trifluoruro di boro. Ad esempio:
2LiH  +  B2H6  →   2LiBH4
4LiH  +  BF3  →   LiBH4 + 3LiF
Industrialmente ci sono due processi per sintetizzare l'anione BH4−. In entrambi i casi viene isolato il sale di sodio:
4NaH  + B(OCH3)3  →   NaBH4 + 3NaOCH3
Na2B4O7 • 7SiO2 +16Na +8H2 →   4NaBH4 + 7Na2SiO3
I sali formati con i metalli alcalini sono composti ionici di colore bianco, con punto di fusione elevato, sensibili all'umidità ma non all'ossigeno. Con metalli di transizione, lantanoidi e attinidi si formano composti covalenti, con basso punto di fusione o liquidi, facilmente volatili. I composti formati con i metalli alcalino terrosi hanno caratteristiche intermedie tra covalente e ionico.

## Proprietà di coordinazione

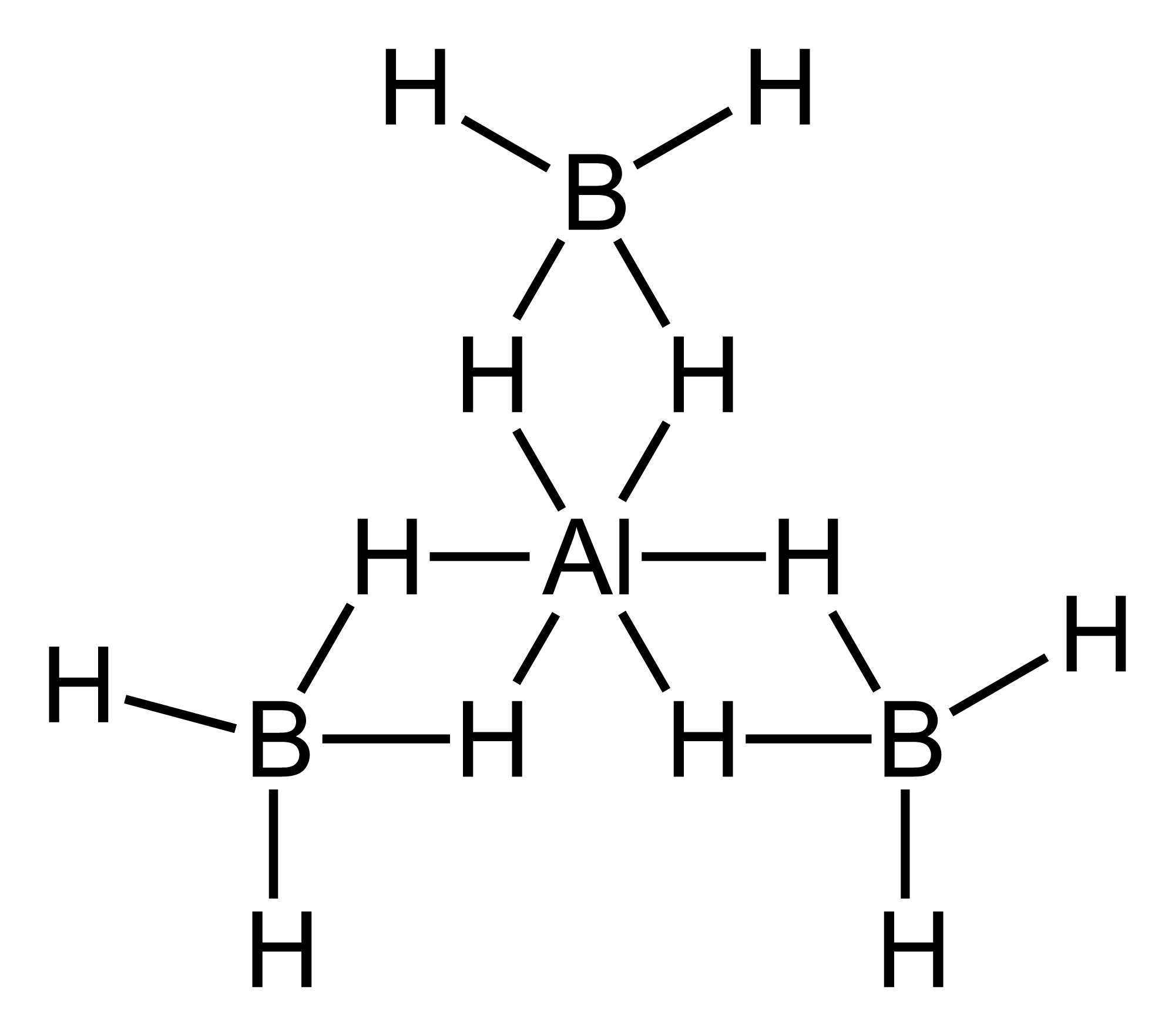
Schema della struttura del composto Al(BH_{4})_{3}. Ogni anione BH_{4}^{−} è coordinato η^{2}, cioè tramite due atomi di idrogeno.

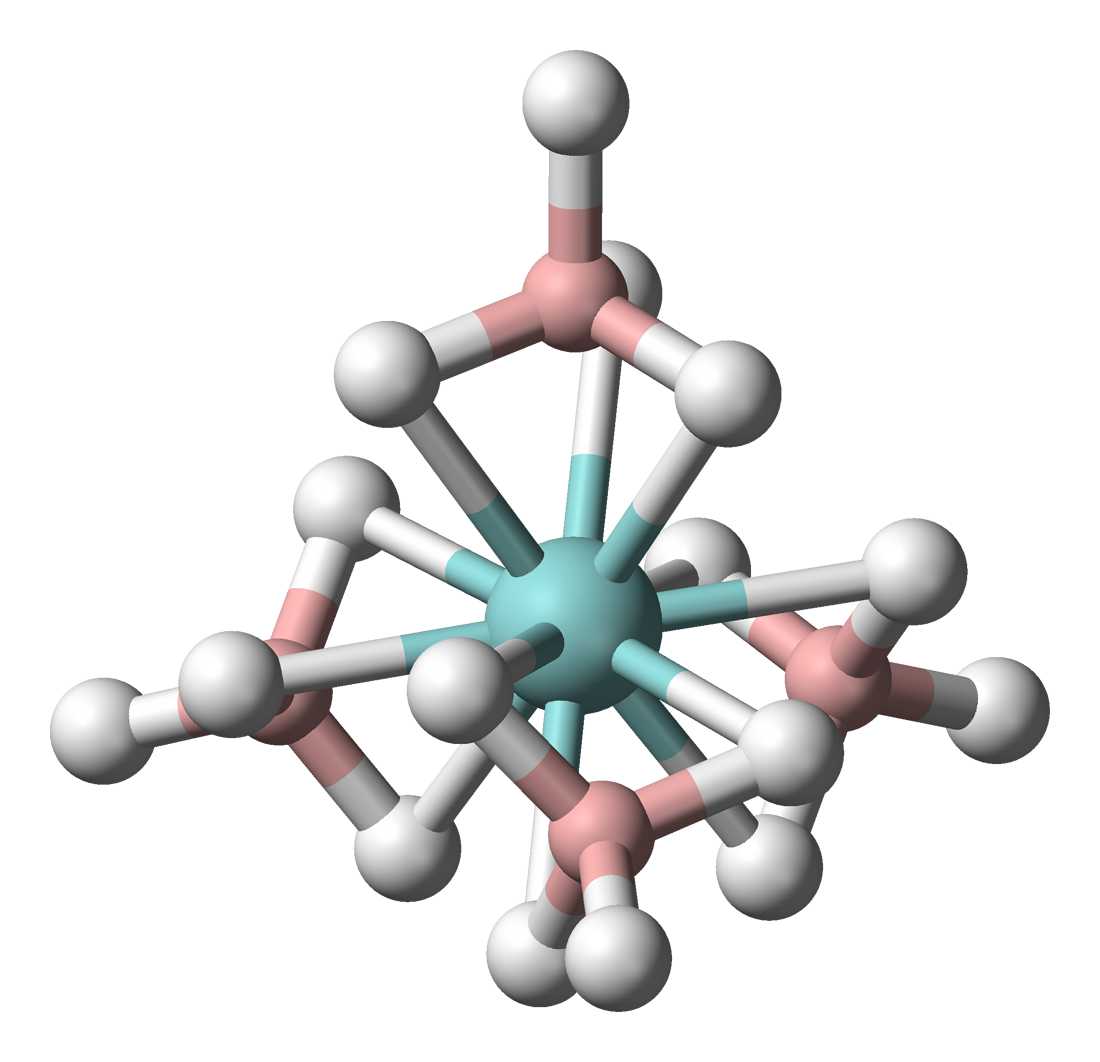
Modello del composto Zr(BH_{4})_{4}. Ogni anione BH_{4}^{−} è coordinato η^{3}, cioè tramite tre atomi di idrogeno.

Pur essendo in genere considerato sostanzialmente non coordinante, l'anione BH4− ha una chimica di coordinazione molto ricca. BH4− può utilizzare legami a tre centri e due elettroni B–H–M per coordinarsi ad un metallo poco elettropositivo, e può farlo utilizzando uno, due o tre atomi di idrogeno (coordinazione η1, η2 o η3). Sono noti anche complessi contenenti anioni BH4− coordinati in modo differente (ad esempio [U(η2-BH4)(η3-BH4)2(dimetilfosfinoetano)2]) e casi dove BH4− può fungere da legante a ponte tra due metalli.